# Mahmud Ahmadinejad
 Mahmud Ahmadinejad (în persană محمود احمدی‌نژاد‎;‎ - Maḥmūd Aḥmadī-Nežād; n. 28 octombrie 1956, Aradan⁠(d), Semnan Province⁠(d), Iran) este un politician iranian, ales al șaselea președinte al Iranului, între 2005 - 2013. A câștigat alegerile prezidențiale din 2005, ca apoi să fie reales în 2009 după o alegere controversată. Protestele în masă au continuat în Iran timp de 7 luni, mulți acuzând fraudarea alegerilor și alte abuzuri.
Înainte de a deveni președinte, Ahmadinejad a fost primar al Teheranului și guvernator general al provinciei iraniene Ardabil.
Ahmadinejad este un critic al Statelor Unite și al Israelului, susținând întărirea relațiilor Iranului cu Rusia, Venezuela, Siria și Statele arabe din golful Persic.